# Камасинці
Камасинці (південні самодійці, калмажі (самоназв.)) — народ самодійської групи уральської мовної родини, який належав до саянських самодійців, що жили у гірських районах на півдні сучасного Красноярського краю (вздовж річок Кан і Мана) і в Хакасії. Також їх називали тайговими татарами.

## Історія

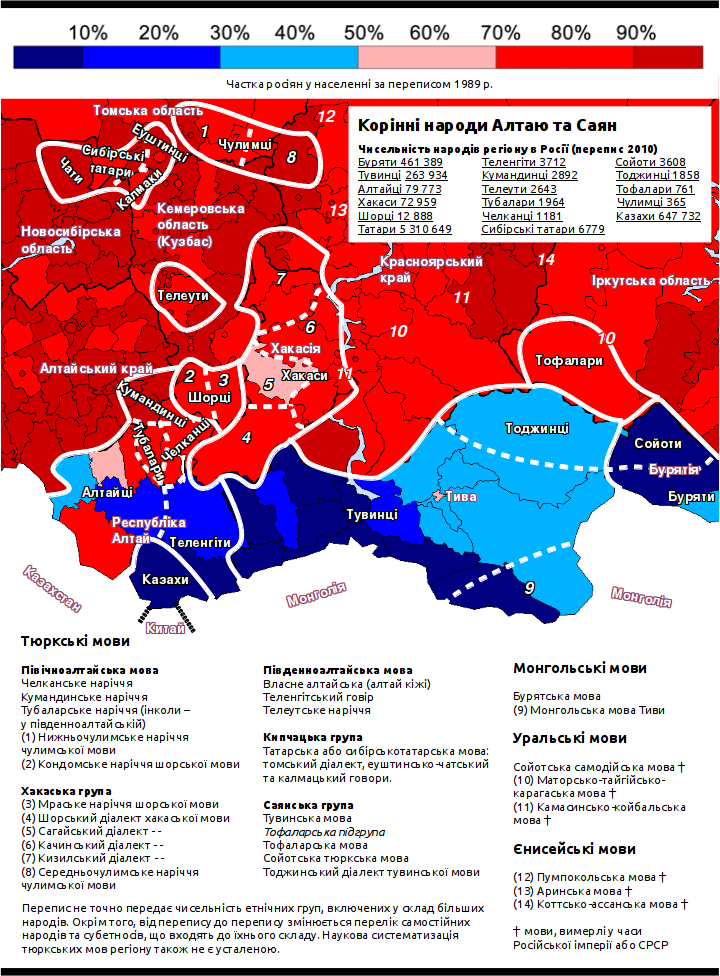
Розселення камасинців та споріднених південносамодійських народів

У XVII столітті чисельність камасинців становила приблизно 500 осіб. У XVIII — XIX століттях ділилися на дві основних групи:тайгових камасинців , що займалися полюванням, оленярством та рибальством, і степових камасинців, відоміших під назвою Кашинців, які займалися скотарством, конярством, рільництвом, полюванням та говорили тюрксько-качинською мовою.
Були майже повністю асимільовані російськими селянами до кінця XIX століття у зв'язку з переходом до осілого господарства, який відбувся після мору оленів. Частина камасинців влилася до тюркомовного хакаського етносу.
На початку XX століття найзначніші матеріали з мови та фольклору камасинців зібрав фінський лінгвіст К. Доннер. В 1960–1970 роках естонський лінгвіст Аго Кюннап працював з носіями камасинської мови, котрі ще жили в той час. Остання з них (Клавдія Захарівна Плотнікова) померла в 1989 у віці 94 років.

## Перелік камасинських і кашинський родів
1) Байга 2) Буга 3) Бугулма (Кашинський рід), 4) Мадор або Татар, 5) Могаті (Кашинський рід), 6) Нігі — від камасинського «орел», 7) Сілі — від камасинського «жирний», 8) Ургуне — від камасинського «ургу» — великий, 9) Харгіл (Кашинський рід), 10) Хіпду (Кашинський рід), 11) Шалба 12) Нарба — асимільований хакасами.
Антропоніми в місцях компактного проживання камасинців (Абалаково, Пермяково, Пьянково): Алжибаєв, Анджигатов (з роду Сілі), Ашпуров (з роду Нігі), Джиб'єв (з роду Мадор), Додишев, Кочеров, Разманов, Саламатов, Сартиганов, Судачаков, Тошилкін, Тугуїн, Туїнаков, Шайбін, Янгулов.